# 금성초등학교 조문분교
금성초등학교 조문분교는 대한민국 경상북도 의성군 금성면에 있었던 초등학교 분교이다.

## 연혁
- 1931년 3월 27일 4년제 조문공립보통학교 설립 인가
- 1931년 4월 20일 조문공립보통학교 개교
- 1938년 4월 1일 조문공립심상소학교 개편[1]
- 1939년 4월 1일 6년제 개편
- 1941년 4월 1일 조문공립국민학교 개편[2]
- 일자미상 조문국민학교 개편
- 1981년 1월 15일 병설유치원 개원
- 1996년 3월 1일 조문초등학교 개편[3]
- 1999년 9월 1일 금성초등학교 분교장 격하 편입
- 2005년 3월 1일 폐교 및 금성초등학교 통폐합